# الجورة (القدس)
الجورة، قرية فلسطينية دمرت وهجّر أهلها في حرب 1948، تقع على بعد 10 كم تقريبًا من غرب الجنوب الغربي لمدينة القدس، تصلها بها طريق معبّدة، في حين تصلها طرق ممهدة أخرى بقرى عين كارم، الولجة، سطاف وخربة اللوز.

## الموقع
تقع الجورة في منخفض يمتد من الجنوب الشرقي إلى الشمال الغربي، ومن هنا جاءت تسميتها للدلالة على انخفاضها النسبي عما يحيط بها من جبال القدس، إذ أنّها ترتفع 725م عن سطح البحر، في حين ترتفع الجبال المحيطة بها إلى 851م. تفصل الجورة عن عين كارم هضبة صغيرة تقوم عليها “المسكوبية” حيث توجد مدرسة “مس كيري” ومنتجع صحي. بنيت بيوت الجورة من الحجر، وكانت صغيرة المساحة، ذات مخطط مستطيل في موضعها القديم، وقوسي في موضعها الجديد. ومن الملاحظ أنّ نموّها العمراني اتجه في بادئ الأمر نحو الجنوب الشرقي من الموضع القديم للقرية، ثمّ غير النمو اتجاهه نحو الجنوب، ثمّ نحو الغرب، فأصبح الشكل العام للقرية قوسيًا. وتحكم في سير اتجاه النمو العمراني الوضع الطبوغرافي لأرض القرية، وامتداد الأرض الزراعية جنوبي الموضع القديم للقرية مباشرة.

## القرية قبل النكبة
في عام 1922 بلغ عدد سكان الجورة 234 نسمة، ازداد في عام 1931 إلى 329 نسمة، وبلغ في عام 1945 إلى 420 نسمة، حتى بلغ عدد سكانها إلى 478 في عام 1948.
كانت الجورة شبه خالية من المرافق والخدمات العامة، واعتمدت في ذلك على قرية عين كارم المجاورة، وعلى مدينة القدس أيضًا. بلغت مساحة أراضي الجورة 4,158 دونمًا، وتوجد في أراضيها بعض الخرب الأثرية مثل سعيدة والقصور.

## احتلال القرية وتطهيرها عرقيًّا
احتل الصهاينة القرية في عام 1948 وشرّدوا سكانها العرب، ودمرت بيوتهم.
تشير البيانات الاستدلالية إلى أنّ قوات إسرائيلية احتلت أول مرة قرية الجورة في إطار ما يعرف في الرواية الصهيونية بعملية داني. كما يفيد «تاريخ حرب الاستقلال» الإسرائيلي أنّ الوحدات الإسرائيلية العاملة في القسم الجنوبي من ممر القدس، احتلت مرتفعين (سمي أحدهما لاحقًا جبل هرتزل) يطُلان على عين كارم، وبدأت قصف هذه القرية قبل احتلالها. كان المرتفعان يقعان مباشرة عند تخوم الجورة التي احتلت في التاريخ نفسه على الأغلب.

## القرية اليوم
البناءان الوحيدان الباقيان هما منزلان حجريان قائمان على منحدر الوادي في الطرف الجنوبي للقرية، أكبرهما مستطيل الشكل ومؤلف من طبقتين. وتضم الطبقة العلوية بابين تعلو كلا منهما قنطرة وعلى جانبي كل منهما نافذتان مقنطرتان الأعلى. كما تغطي بساتين اللوز مصطبة قائمة على منحدر الوادي، وتنبت أشجار التين والخروب والسرو في موقع القرية. بالإضافة لذلك، تظهر على الأرض المتاخمة أنقاض المنازل والأدراج والآبار، وتحيط غابات السرو بموقع القرية.
في سنة 1950 أنشأت «إسرائيل» مستعمرة «أورا» على أراضي القرية، على بعد نحو نصف كيلومترًا إلى الشرق من موقعها.